# Bezo
Le Bezo ou Bézo est un cours d'eau français de Saône-et-Loire et de la Loire, affluent du Sornin.

## Géographie
Le Bezo prend sa source sur la commune de Saint-Christophe-en-Brionnais en Saône-et-Loire.
Long de 18,6 kilomètres, il se jette dans le Sornin au niveau de Charlieu dans le département de la Loire.